# Elena di Nassau
Elena di Nassau-Weilburg (nome completo: Helene Wilhelmine Henriette Pauline Marianne von Nassau-Weilburg; Wiesbaden, 18 agosto 1831 – Bad Pyrmont, 28 ottobre 1888) fu una principessa di Nassau-Weilburg per nascita e principessa di Waldeck-Pyrmont per matrimonio.

## Famiglia d'origine
Suo padre era il duca Guglielmo di Nassau, figlio maggiore del principe Federico Guglielmo di Nassau-Weilburg e di sua moglie Luisa Isabella di Kirchberg; sua madre era la principessa Paolina di Württemberg, figlia del principe Paolo Federico di Württemberg e della principessa Carlotta di Sassonia-Hildburghausen.

Elena era quindi sorella minore del granduca Adolfo di Lussemburgo e sorella maggiore di Sofia di Nassau, futura regina consorte di Svezia come moglie del re Oscar II.

## Matrimonio
Elena il 26 settembre 1853, nella città di Wiesbaden, sposò il principe Giorgio Vittorio di Waldeck e Pyrmont, figlio del principe Giorgio II di Waldeck e Pyrmont e di sua moglie, la principessa Emma di Anhalt-Bernburg-Schaumburg-Hoym.

Dal loro matrimonio nacquero sette figli:
- Sofia, nata nel 1854 e morta nel 1869;
- Paolina, nata nel 1855 e morta nel 1925, sposò il principe Alessio di Bentheim e Steinfurt;
- Maria, nata nel 1857 e morta nel 1882, sposò il re Guglielmo II di Württemberg;
- Emma, nata nel 1858 e morta nel 1934, sposò il re Guglielmo III dei Paesi Bassi;
- Elena, nata nel 1861 e morta nel 1922, sposò il principe Leopoldo, duca di Albany; l'attuale famiglia reale svedese discende da questo matrimonio;
- Federico, nato nel 1865 e morto nel 1946, sposò la principessa Batilde di Schaumburg-Lippe;
- Elisabetta, nata nel 1873 e morta nel 1961, sposò il principe Alessandro di Erbach-Schönberg.

## Ascendenza
|                                                 |                           |                                                    | Genitori                                                   |  |  | Nonni |  |  | Bisnonni                                     |  |  | Trisnonni                                  |  |
|                                                 |                           |                                                    |                                                            |  |  |       |  |  | Carlo Cristiano, principe di Nassau-Weilburg |  |  | Carlo Augusto, principe di Nassau-Weilburg |  |
|                                                 |                           |                                                    |                                                            |  |  |       |  |  | Carlo Cristiano, principe di Nassau-Weilburg |  |  | Carlo Augusto, principe di Nassau-Weilburg |  |
|                                                 |                           | Augusta Federica Guglielmina di Nassau-Idstein     |                                                            |  |  |       |  |  | Carlo Cristiano, principe di Nassau-Weilburg |  |  |                                            |  |
| Federico Guglielmo, principe di Nassau-Weilburg |                           |                                                    |                                                            |  |  |       |  |  | Carlo Cristiano, principe di Nassau-Weilburg |  |  |                                            |  |
|                                                 |                           | principessa Carolina d'Orange-Nassau               | Guglielmo IV, principe d'Orange                            |  |  |       |  |  |                                              |  |  |                                            |  |
|                                                 |                           | principessa Carolina d'Orange-Nassau               | Guglielmo IV, principe d'Orange                            |  |  |       |  |  |                                              |  |  |                                            |  |
|                                                 |                           | principessa Carolina d'Orange-Nassau               | Anna, principessa reale                                    |  |  |       |  |  |                                              |  |  |                                            |  |
| Guglielmo, duca di Nassau                       |                           | principessa Carolina d'Orange-Nassau               |                                                            |  |  |       |  |  |                                              |  |  |                                            |  |
|                                                 |                           | Giorgio di Sayn-Hachenburg-Kirchberg               | Guglielmo Luigi di Sayn-Hachenburg-Kirchberg               |  |  |       |  |  |                                              |  |  |                                            |  |
|                                                 |                           | Giorgio di Sayn-Hachenburg-Kirchberg               | Guglielmo Luigi di Sayn-Hachenburg-Kirchberg               |  |  |       |  |  |                                              |  |  |                                            |  |
|                                                 |                           | Giorgio di Sayn-Hachenburg-Kirchberg               | contessa Luisa di Salm-Dhaun                               |  |  |       |  |  |                                              |  |  |                                            |  |
| burgravia Luisa Isabella di Kirchberg           |                           | Giorgio di Sayn-Hachenburg-Kirchberg               |                                                            |  |  |       |  |  |                                              |  |  |                                            |  |
|                                                 |                           | Isabella Augusta di Reuss-Greiz                    | Enrico XI di Reuss-Greiz                                   |  |  |       |  |  |                                              |  |  |                                            |  |
|                                                 |                           | Isabella Augusta di Reuss-Greiz                    | Enrico XI di Reuss-Greiz                                   |  |  |       |  |  |                                              |  |  |                                            |  |
|                                                 |                           | Isabella Augusta di Reuss-Greiz                    | Corradina di Reuss-Köstritz                                |  |  |       |  |  |                                              |  |  |                                            |  |
| Principessa Elena di Nassau                     |                           | Isabella Augusta di Reuss-Greiz                    |                                                            |  |  |       |  |  |                                              |  |  |                                            |  |
|                                                 | Federico I di Württemberg | Federico II Eugenio, duca di Württemberg           |                                                            |  |  |       |  |  |                                              |  |  |                                            |  |
|                                                 | Federico I di Württemberg | Federico II Eugenio, duca di Württemberg           |                                                            |  |  |       |  |  |                                              |  |  |                                            |  |
|                                                 | Federico I di Württemberg | duchessa Federica Dorotea di Brandeburgo-Schwedt   |                                                            |  |  |       |  |  |                                              |  |  |                                            |  |
| principe Paolo Federico di Württemberg          | Federico I di Württemberg |                                                    |                                                            |  |  |       |  |  |                                              |  |  |                                            |  |
|                                                 |                           | duchessa Augusta di Brunswick-Wolfenbüttel         | Carlo Guglielmo Ferdinando, Duca di Brunswick-Wolfenbüttel |  |  |       |  |  |                                              |  |  |                                            |  |
|                                                 |                           | duchessa Augusta di Brunswick-Wolfenbüttel         | Carlo Guglielmo Ferdinando, Duca di Brunswick-Wolfenbüttel |  |  |       |  |  |                                              |  |  |                                            |  |
|                                                 |                           | duchessa Augusta di Brunswick-Wolfenbüttel         | principessa Augusta di Gran Bretagna                       |  |  |       |  |  |                                              |  |  |                                            |  |
| principessa Paolina di Württemberg              |                           | duchessa Augusta di Brunswick-Wolfenbüttel         |                                                            |  |  |       |  |  |                                              |  |  |                                            |  |
|                                                 |                           | Federico, duca di Sassonia-Altenburg               | Ernesto Federico III, duca di Sassonia-Hildburghausen      |  |  |       |  |  |                                              |  |  |                                            |  |
|                                                 |                           | Federico, duca di Sassonia-Altenburg               | Ernesto Federico III, duca di Sassonia-Hildburghausen      |  |  |       |  |  |                                              |  |  |                                            |  |
|                                                 |                           | Federico, duca di Sassonia-Altenburg               | principessa Ernestina Augusta di Sassonia-Weimar           |  |  |       |  |  |                                              |  |  |                                            |  |
| principessa Carlotta di Sassonia-Hildburghausen |                           | Federico, duca di Sassonia-Altenburg               |                                                            |  |  |       |  |  |                                              |  |  |                                            |  |
|                                                 |                           | duchessa Carlotta Georgina di Meclemburgo-Strelitz | Carlo II, granduca di Meclemburgo-Strelitz                 |  |  |       |  |  |                                              |  |  |                                            |  |
|                                                 |                           | duchessa Carlotta Georgina di Meclemburgo-Strelitz | Carlo II, granduca di Meclemburgo-Strelitz                 |  |  |       |  |  |                                              |  |  |                                            |  |
|                                                 |                           | duchessa Carlotta Georgina di Meclemburgo-Strelitz | principessa Federica d'Assia-Darmstadt                     |  |  |       |  |  |                                              |  |  |                                            |  |
|                                                 |                           | duchessa Carlotta Georgina di Meclemburgo-Strelitz |                                                            |  |  |       |  |  |                                              |  |  |                                            |  |